# کریگ استیون رایت
کریگ استیون رایت (انگلیسی: Craig Steven Wright؛ زادهٔ اکتبر ۱۹۷۰) دانشمند علوم رایانه و بازرگان استرالیایی است. او از سال ۲۰۱۹ در بریتانیا زندگی می‌کند. او ادعا می‌کرد فرد واقعی پشت نام مستعار ساتوشی ناکاموتو خالق بیت‌کوین است. این ادعاها از سوی بسیاری از رسانه‌ها و در جامعه بیت‌کوین با شک بسیار روبرو شد و عموماً پذیرفته نشد. در مارس ۲۰۲۴ دادگاه عالی حقوقی در لندن، پس از یک بررسی پنج هفته‌ای ادعای او را رد کرد.

## سنین جوانی و تحصیل
رایت در سال ۱۹۸۷ از دبیرستان کالج پادوا در بریزبن دانش‌آموخته شد. رایت آموزگار آکادمیک و پژوهشگر در دانشگاه چارلز استورت بود. او در آنجا مشغول به کار بر روی دکترای خود با عنوان «میزان خطر سیستم‌های اطلاعاتی» بود. رایت دکترای خود را در فوریه ۲۰۱۷ از آن دانشگاه گرفت.
رایت می‌گوید که دارای مدرک دکترا در الهیات، مطالعات تطبیقی دینی و کلاسیک است که در سال ۲۰۰۳ به او اعطا شد. از کالج الهیات متحد سیدنی است.
رایت چندین کتاب را به‌طور همزمان نوشته و معتمد کلیسای متحد در نیو ساوت ولز است.

## کار و تجارت
رایت در فناوری اطلاعات برای شرکت‌های مختلفی از جمله اُوزی‌ایمیل، کی‌مارت، و بورس اوراق بهادار استرالیا، و همچنین به عنوان مشاور امنیتی ماهیندرا مشغول به کار بود. او ادعا می‌کند معماری را برای نخستین کازینوی آنلاین جهان (Lasseter’s Online مستقر در آلیس اسپرینگز، قلمرو شمالی) طراحی کرده‌است که در سال ۱۹۹۹ به صورت آنلاین قرار گرفت. او مدیر سیستم اطلاعات برای شرکت حسابداری BDO کندالز بود.
در سال ۲۰۰۴ رایت به دلیل اهانت به دادگاه توسط دیوان عالی نیو ساوت ولز محکوم شد. وی به دلیل نقض حکمی که مانع از نزدیک شدن او به مشتریان سیستم‌های امنیت اطلاعات دمورگان می‌شد که در سال ۲۰۰۳ از آنجا استعفا داده بود به ۲۸ روز زندان محکوم شد. پس از تجدید نظر، این حکم به انجام ۲۵۰ ساعت خدمات اجتماعی کاهش یافت. در سال ۲۰۰۵ و همچنین در تجدید نظر بعدی دادگاه عالی استرالیا در سال ۲۰۰۶ این حکم تأیید شد.
رایت مدیرعامل شرکت فناوری Hotwire Preemptive Intelligence Group (Hotwire PE) بود که برای راه اندازی بانک دناریوس، اولین بانک مبتنی بر بیت‌کوین جهان برنامه‌ریزی می‌کرد. اگرچه با مشکلات قانونگذاری ادارهٔ امور مالیاتی استرالیا روبرو شد و در سال ۲۰۱۴ شکست خورد. رایت بنیانگذار شرکت ارز دیجیتال DeMorgan Ltd است که ادعا کرده ۵۴ میلیون دلار استرالیا تخفیف مالیاتی از طریق دفتر دولت فدرال دریافت کرده‌است.

## بیت‌کوین
در دسامبر سال ۲۰۱۵ دو پژوهش مشابه توسط وایرد و گیزمودو نشان دادند که رایت احتمالاً مخترع بیت‌کوین بوده‌است. با این حال، گزارش‌های بعدی، نگرانی‌هایی را مبنی بر اینکه رایت درگیر یک جعل دقیق بوده‌است مطرح کردند.
ساعاتی پس از آنکه Wired به انتشار ادعاهای خود پرداخت، خانهٔ رایت در گوردن، نیو ساوت ولز و یک ملک تجاری مرتبط در راید، نیو ساوت ولز توسط پلیس فدرال استرالیا مورد حمله قرار گرفتند. بر پایه گزارش خبرگزاری فرانسه این حمله بخشی از تحقیقات ادارهٔ مالیات استرالیا بوده‌است.
در ۲ می ۲۰۱۶ بی‌بی‌سی و اکونومیست مقالاتی را منتشر کردند که در آن ادعا می‌کردند رایت با استفاده از کلیدهای کریپتوگرافی ایجاد شده در روزهای ابتدایی توسعهٔ بیت‌کوین، پیام‌هایی را به صورت دیجیتالی امضا کرده‌است. این کلیدها به‌طور جدایی ناپذیری با بلاک‌های بیت‌کوین که به گفتهٔ آنها توسط Satoshi Nakamoto ایجاد یا ماین شده‌است، پیوند دارند.
در همان روز، یک وبلاگ در پستی در وب سایت www.drcraigwright.net رایت را با ساتوشی مرتبط کرد و پیامی را با ضمیمهٔ امضای کریپتوگرافیک ارسال کرد. پژوهشگر امنیتی Dan Kaminsky در وبلاگ خود گفت که ادعای رایت یک کلاهبرداری است و Jeff Garzik، توسعه دهندهٔ بیت‌کوین، تأیید کرد که مدارکی که توسط رایت ارائه شده‌است، هیچ چیزی را اثبات نمی‌کند. Jordan Pearson و Lorenzo Franceschi-Bicchierai گفتند: «رایت به سادگی از یک امضای قدیمی از معاملهٔ بیت‌کوین که در سال ۲۰۰۹ توسط ساتوشی انجام شده بود استفاده کرده‌است».
پیش از این در مصاحبه ای با بی‌بی‌سی، رایت قول داده بود که اسناد فوق‌العاده‌ای برای ادعای استثنایی خود ارائه دهد. او تاکنون قادر به ارائهٔ مدرک درستی برای اثبات ادعایش، درخصوص گزارش رسمی Satoshi یا همکاری با توسعه دهندگان شناخته شده نبوده‌است و برای اثبات ادعایش درخصوص کلید خصوصی اصلی Satoshi Nakamoto GPG نمی‌تواند یا نمی‌خواهد تلاش کند. در ۵ می ۲۰۱۶ اندکی پیش از بستن وبلاگش، رایت ایمیلی برای یک سایت خبری ارسال کرد که در آن گفت: «کریگ رایت با اتهامات کیفری و زندان طولانی مدت در بریتانیا روبرو است». رایت اعلام کرد: «من به عنوان خالق بیت‌کوین منبع سرمایه‌گذاری‌های تروریستی یا یک کلاهبردار جهانی هستم. حداقل یک کلاهبردار می‌تواند خانوادهٔ خود را ببیند. هیچ کاری نمی‌توانم انجام دهم». مقاله‌ای که رایت به O’Hagan اشاره کرد از آن زمان حذف شده‌است.
در ژوئن ۲۰۱۶ مجله نقد کتاب لندن مقاله‌ای از Andrew O’Hagan درباره وقایع منتشر کرد که بعداً در کتاب خود به نام زندگی مخفی: سه داستان حقیقی گنجانده شده‌است. O’Hagan در آن کتاب به درخواست تیم روابط عمومی رایت چندین هفته را با رایت می‌گذراند. همان‌طور که در کتاب نشان داده شده‌، این برنامه‌ای از پیش برنامه‌ریزی شده در نتیجه معامله‌ای تجاری بین رایت و افراد مختلف از جمله Calvin Ayre بود. O’Hagan در طول مصاحبه‌های مختلف رسانه‌ای رایت با او همراه بود. او همچنین با همسر، همکاران و بسیاری دیگر از افراد درگیر در ادعاهای رایت مصاحبه کرد. رایت به O’Hagan گفت که یک کلید خصوصی نامعتبر ایجاد کرده‌است. چون در نتیجهٔ تعهدات قانونی که به عنوان بخشی از توافقنامه قبلی سیشل بود قادر به تهیهٔ رمز معتبر نبوده‌است.
رایت در سال ۲۰۱۹ به Finder گفت ساخت بیت‌کوین حاصل یک تلاش گروهی است و او این پروژه را ایجاد کرد و Dave Kleiman و هال فینی در این پروژه دخیل شدند.
Wright کپی‌رایت ایالات متحده را در کاغذ سفید بیت‌کوین و کد مربوط به بیت‌کوین 0.1 را در آوریل ۲۰۱۹ ثبت کرد. سخنگوی رایت به فایننشال تایمز گفت این نخستین باری است که یک سازمان دولتی، کریگ رایت را به عنوان ساتوشی ناکاموتو، خالق بیت‌کوین به رسمیت می‌شناسد. دفتر حق تکثیر ایالات متحده آمریکا با انتشار بیانیه‌ای مطبوعاتی در آن توضیح داد که اینگونه نیست و این که «این دفتر کپی رایت در اینباره تحقیق نمی‌کند. مگر اینکه رابطهٔ اثبات شده‌ای بین مدعی و نویسندهٔ نام مستعار وجود داشته باشد.»

## دادخواست‌های حقوقی
در فوریه ۲۰۱۸ دِیو کلِمین دادخواستی را به دادگاه منطقه‌ای ایالات متحده برای منطقهٔ جنوبی فلوریدا علیه رایت در مورد حقوق بیت‌کوین به ارزش ۵٬۱۱۸٬۲۶۶٬۴۲۷ دلار تسلیم کرد و ادعا کرد رایت با کلاهبرداری بیت‌کوین و دزدی حقوق مالکیت معنوی این مبلغ را بدست آورده‌است.
در مه ۲۰۱۹ گزارش شد که رایت با استفاده از قانون شکایت‌نامهٔ رسمی انگلیس درباره تهمت، از افرادی که منکر اختراع بیت‌کوین توسط او هستند شکایت می‌کند. رایت همچنین از ویتالیک بوترین بنیانگذار ارز دیجیتال اتریوم که رایت را کلاهبردار نامیده بود و همچنین راجر ور کارآفرین و مدافع اولیهٔ بیت‌کوین اعلام شکایت کرد.
در مارس ۲۰۲۴ دادگاه عالی حقوقی در لندن، پس از یک بررسی پنج هفته‌ای ادعای او را رد کرد. سپس قاضی جیمز ملور (به انگلیسی: James Mellor) به رایت دستور داده که در وب‌سایت رسمی خود، اسلک و حساب توییتری خود اطلاعیه دادگاه مبنی بر اینکه او «ساتوشی ناکاموتو نیست»‌ را منتشر کند. قاضی همچنین بر یافته‌های دادگاه تاکید کرد که او «به طور گسترده و مکرر به دادگاه دروغ گفته است» و اسنادی را «در مقیاس بزرگ» به منظور تقویت ادعاهای خود جعل کرده است. جزییات پرونده رایت حالا در اختیار سرویس دادستانی سلطنتی (CPS) قرار خواهد گرفت تا تصمیم‌گیری نهایی برای اتهامات ساتوشی دروغین گرفته شود. 